# Giulio Perugi
Giulio Perugi (Viterbo, 14 giugno 1886 – Roma, 23 febbraio 1949) è stato un generale e politico italiano, che durante il corso della seconda guerra mondiale comandò in successione la 36ª Divisione fanteria "Forlì", la 51ª Divisione fanteria "Siena" e la 26ª Divisione fanteria "Assietta". Nel secondo dopoguerra fu eletto deputato all'Assemblea Costituente nelle file del Fronte dell'Uomo Qualunque.

## Biografia
Nacque a Viterbo il 14 giugno 1886. 
Arruolatosi nel Regio Esercito fu allievo della Regia Accademia Militare di Fanteria e Cavalleria di Modena nel biennio 1905-1907. Al termine del corso fu nominato sottotenente, assegnato all'arma di fanteria in forza al 59º Reggimento fanteria "Calabria". Prese parte alla Guerra italo-turca (1911-1912) in forza al 60º Reggimento fanteria, venendo decorato di una Medaglia di bronzo al valor militare. Nel dopoguerra fu ammesso a frequentare la Scuola di guerra dell'esercito a Torino, dove rimase fino al settembre 1922, quando il 20 di quello stesso mese rientrò in servizio al 60º Reggimento fanteria.
Tra le due guerre mondiali fu comandante del 157º Reggimento fanteria "Liguria". Prese parte alla Guerra d'Etiopia in qualità di Capo dell'ufficio trasporti, vennedo poi promosso generale di brigata per merito di guerra il 1º luglio 1937. Fu dapprima comandante della Brigata fanteria "Fossalta" e poi intendente generale della 2ª Armata. Dal 22 settembre 1939 divenne comandante della 36ª Divisione fanteria "Forlì", e il 1 gennaio 1940 fu elevato al rango di generale di divisione. Al comando della Grande Unità, dopo l'entrata in guerra del Regno d'Italia, avvenuta il 10 giugno dello stesso anno, partecipò alle operazioni contro la Francia sulle Alpi occidentali.
Il 1º ottobre 1940 è trasferito a disposizione del Ministero della Guerra. Dal 9 dicembre successivo è nominato comandante della 51ª Divisione fanteria "Siena" con la quale, sino al 5 gennaio 1941, prende parte alle operazioni sul fronte greco-albanese. Rimpatriato, in sostituzione del generale Emanuele Girlando, viene assegnato dal 1º agosto 1941 al comando della 26ª Divisione fanteria "Assietta" di stanza in Sicilia, ricoprendo tale incarico fino sino al 30 aprile 1942, quando fu sostituito dal generale Pietro Zaglio.
Nella stessa data è nominato comandante della Difesa Territoriale di Palermo e ne detiene il comando sino al 1º luglio 1943.
Dal 15 luglio 1943 diviene comandante della Difesa Territoriale di Udine ma, in seguito agli avvenimenti armistiziali del settembre 1943, il 13 dello stesso mese, viene catturato dai tedeschi ed internato presso il lager 64/Z a Schokken, in Polonia, rimanendovi, dopo varie vicissitudini, sino al 9 ottobre 1945.
Rientrato in Italia, è successivamente eletto al Camera dei Deputati del Parlamento nel Collegio di Roma nelle file del Fronte dell'Uomo Qualunque, lavorando esclusivamente per l'Assemblea costituente. Fece parte della Commissione per la Costituzione e non ricoprì particolari incarichi.
Si rese protagonista di 2 interventi nella legislatura: Su talune disposizioni di favore a produttori agricoli nella provincia di Viterbo, e Titolo IV: Rapporti politici (Discussione degli articoli da 45 a 51). Si spense a Roma il 23 febbraio 1949.

### Fonti
1. 1 2 3 4 5 6 7  Generals.
2. ↑   Bollettino ufficiale delle nomine, promozioni e destinazioni negli ufficiali e sottufficiali del R. esercito italiano e nel personale dell'amministrazione militare, 1922,  p. 2045. URL consultato il 7 febbraio 2019.
3. ↑   Bollettino ufficiale delle nomine, promozioni e destinazioni negli ufficiali e sottufficiali del R. esercito italiano e nel personale dell'amministrazione militare, 1937,  p. 4456. URL consultato il 7 febbraio 2019.
4. ↑  Gazzetta Ufficiale del Regno d'Italia n.178 del 30 luglio 1941, pag. 23.
5. ↑  Gazzetta Ufficiale del Regno d'Italia n.267 del 18 novembre 1937, pag. 14.
6. ↑  Gazzetta Ufficiale del Regno d'Italia n.86 del 13 aprile 1937, pag.1377.
7. ↑  Registrato alla Corte dei Conti lì 29 settembre 1937, registro 36, foglio 27.